# Sün-c’
Sün-c’, čínsky 荀子 (312 př. n. l. - 230 př. n. l.) byl čínský filozof, který žil v tzv. období válčících států a přispěl k jednomu ze Sta myšlenkových směrů. Sün-c’ věřil, že neblahé vrozené tendence člověka musí být opraveny prostřednictvím vzdělávání a rituálu, čímž oponoval Menciovu názoru, že člověk je od přírody dobrý. Je považován za konfucianistu, ale jeho filozofie je pragmatičtější než hlavní konfuciánský proud. Byl učitelen Li S'a a Chan Feje.

## Překlady
České překlady
- Sün c´. Eseje. Překlad Marina Čarnogurská. Díl 1. Bratislava: Monika a Ján Čarnogurský, 2000. 322 s. ISBN 80-968503-1-8.
- Sün-c’. Sün-c’ : tradičně Sün Kchuang. Překlad Lukáš Zádrapa. 1. vyd. Praha: Academia; Filozofická fakulta Univerzity Karlovy, 2019. 529 s. (Orient; sv. 35). ISBN 978-80-200-2956-0, ISBN 978-80-7308-907-8.

anglické překlady
- Xunzi (Xun Kuang) (1927). The Works of Hsüntze. Translated by Dubs, Homer. London: Arthur Probsthain. Reprinted (1966), Taipei: Chengwen.
- Watson, Burton (2003). Xunzi: Basic Writings. New York: Columbia University Press. ISBN 978-0231129657.